# エックス (ロックマンシリーズ)
エックス（X）は、カプコンのコンピューターゲーム「ロックマンXシリーズ」などに登場する架空のキャラクターで、同シリーズの主人公。

## エックスの設定
限りなく人間に近い思考能力を持つロボット「レプリロイド」であり、平和を脅かす脅威から世界を守るために戦い続ける。
そして、その未来に相当する『ロックマンゼロシリーズ』（以下 ゼロシリーズ）および『ロックマンゼクスシリーズ』（以下 ゼクスシリーズ）でも姿やかたちを変えて登場し、平和のために戦う各シリーズの主人公たちへ、様々な形で力を貸す。なお、どのような姿でも、メインカラーに緑がかった青という点は共通している。

### 出生
『ロックマンシリーズ』においてロックマンを製作し、没後に「ロボット工学の父」と讃えられる天才科学者トーマス・ライト（以下 Dr.ライト）の手で、晩年に「悩み、考え、行動する」という従来にはない画期的な機能を備えたロボットとして製作される。
しかし、ライト博士はその経緯でエックスが「ロボットは人間を傷つけてはならない」という“ロボット工学の原則”の意義にまで疑問を抱き、エックス自らの意思でそれを破ってしまった場合の恐ろしい危険性をも想定する。エックスの安全性を確かめるために必要な時間（余命）も、研究を託せる者も存在しなかったライト博士は、安全性を検査するためのカプセルにエックスを封印し、検査が完了する前にカプセルを開かぬようメッセージを残す。『イレギュラーハンターX』のOVAである『Day of Σ』では、エックス自身がライト博士に対して与えられた力を正しいことに平和のために使うと誓っている。
エックス自身がこういった自らの出生に関して、そのことを知っているのかは明確ではなく、一部作品の説明書などでは「出生に関して何も知らない」と書かれている一方で、Windows版『X』に付属した資料では、エックスを発見したケイン博士がそれらを教えた、あるいは元から知っていたと思しき描写がされている。
また、ライト博士による開発を示す製造番号（DRN.○○○）は明らかになっていない。

### 性格
平和を脅かす敵を倒そうとする「正義感（使命感）」と、敵とは言え破壊することをためらう「優しさ（周囲には甘さとも取られることもある）」を併せ持ち、この2つの挟間で揺れ動き、思い悩みながら戦う様子が、登場作品を通して描かれ続ける。時には思い悩むあまり戦うことを放棄し、一線を退いてしまったことすらある。
ライト博士はこの「悩む」という機能こそが、『X』では「従来のロボットにはない画期的な機能」とし、また『イレギュラーハンターX』では「機械が生物と同じように進化できる可能性をもたらす」と述べている。
例外として『ロックマンX コマンドミッション』では悩まないヒーローとして描かれ、大勢の仲間を率いるリーダーシップを発揮し、任務を積極的に遂行していく。また『ゼクスシリーズ』では、先人としてその時代に生きる者を導くような発言も見られる。

### 名称
「ロックマンX（ロックマンエックス / Rockman X）」という呼称は出生に関する描写がある場面で用いられる。それ以外の場面で呼称を用いたのは『ロックマンX2』に登場するサーゲスのみである。ただし、これはゲーム内であり、ゲーム外の文書やメディアの中では普通にこの呼称が使われることもある。

## シリーズ毎の詳細
本項に登場するシリーズ固有の用語の意味に関しては、それぞれのシリーズの記事を参照。

### ロックマンXシリーズ
身長：160cm（『コマンドミッション』のみ165cm）・体重：57kg。一人称は「俺」で、外見年齢は14〜15歳ほど。また、ライト博士の製作の人型ロボットで唯一最初から戦闘用として作られている（初代シリーズにあたるロックマンは元は家庭用お手伝いの人型ロボット）。内部機構およびその潜在能力については解析不能なものも多く、そのことについてメカニックが苦言を呈する場面もある。

#### 装備・能力
エックスは特定のレプリロイドを倒したりライト博士から強化装備を受け取ることで、さまざまな特殊能力を扱うことができるようになる。『X4』ではサイバー・クジャッカーから「潜在能力を測定できない」と言われた。
エックスバスター
エックスの主要武器。左右のどちらかの手を収納すると同時に発射口が形成される。『X』のオープニングデモでは "Rock Buster Mark17"（ロックバスターの17番機） と表記されている。太陽エネルギーを収束しエネルギー弾として発射する武器、もしくはその発射された弾そのものを指す。
通常は連射が可能な小型の弾を発射するが、エネルギーを充填（チャージ）することでより威力・貫通力が高い弾を撃ち出すことができる。この機能もしくは弾は、シリーズ初期は「ハイパーXブラスター」、シリーズ中期以降は「チャージショット」と呼ばれ、パーツまたはアーマー装着などによって様々な性質や威力のものに変化する（その際名称も変化することがある）。

特殊武器
エックスは倒したレプリロイドの武器を自身の武器として再現することができる。使用には特殊武器ごとに武器エネルギーが必要となる。また、特定のパーツまたはアーマーを装着することでチャージが可能となり、より強力な効果を発揮することができる。
エックスが入手できる特殊武器の詳細については、#登場作品先の各解説文を参照。

アーマー（パーツ）装着
エックスは、ライト博士が遺したカプセルに入ることで、自身の能力を高めるアーマーを装着することができる。アーマーは、腕（アーム、またはバスター）・脚（フット）・頭（ヘッド）・胴（ボディ）のパーツに分かれ、装着する部位に応じて固有の性能を発揮し、また特定のパーツの組み合わせによってはさらなる効果が発現することもある。
一部のアーマーはパーツの部分装着の概念がなく、この場合カプセルからは設計データのみを入手し、データを4つ全て揃えることでアーマーを完成させる（完成まで装着は不可）。
複数のパーツやアーマーがある場合は、出撃前に任意で装備を選択でき、無装備で出撃することも可能である。また、外伝的なストーリーでは、他の現象や技術によって装着されるものもある。
同じデザインや名称のパーツ・アーマーでも、登場する作品によって細かな性能は異なる。
エックスが入手できるパーツ・アーマーの詳細については、#登場作品先の各解説文を参照。

その他
主に隠し要素として、特別な能力を発揮させる場合がある。その内容は格闘術やバスター以外の武装など、多岐にわたる。
ゲームシステム上のロックマンとの違いとして、初期のライフエネルギー量が少ない、エネルギーバランサーおよびイグジットアイテムを標準で装備しているなどが挙げられる。
また、『X4』のカーネルとの回想のムービーでカーネルの剣を腕で防いだり、『イレギュラーハンターX 』の『The Day of Σ』内で左の拳を光らせて相手を殴ろうとしたり、握撃をシグマに行った。

『X DiVE』のスペック
『X DiVE』では、アーマーを装着しない状態としては通常の姿（Bランク仕様）と黄色いオーラを纏う姿「S級ハンターエックス」（Sランク仕様）、『デビルメイクライ』コラボの「Xダンテトリガー」の3種類（オフライン版では2種類）存在する。
『X6』までの「ブレードアーマー」以外の各アーマーが存在する他、Xシリーズに存在しないオリジナルのアーマー、「Xダイヴアーマー」・「Xネクストダイヴアーマー」・『モンスターハンター』コラボの「Xレウスアーマー」と「Xアークアーマー」の4種類（オフライン版は2種類）存在する。「Xレウスアーマー」は原典のリオレウス装備を模したアーマーをエックスが装着した姿、「Xアークアーマー」は天廻龍シャガルマガラを模したアーマーをエックスが装着した姿がそれぞれ登場し、コラボ限定ガチャでのみ排出された。「Xダイヴアーマー」はプレイヤーのレベル70に満たすと装着可能になるアーマー「ソルジャーアーマー」を装着した姿、「Xネクストダイヴアーマー」はプレイヤーのレベル180に満たすと装着可能になるアーマー「エクストリームアーマー」装着した姿をそれぞれ登場し、ダイヴ限定ガチャでのみ排出された。

#### 戦跡
レプリロイドが誕生してから数年後。レプリロイドが突然狂いだし、破壊行為や犯罪などを行うイレギュラー化の事件が多発。これに対する治安維持組織として、イレギュラーハンターが発足する。
この組織に入隊したエックスは第17精鋭部隊に配属されるが、同じレプリロイドをただ破壊するのみの任務に疑問と深い悲しみを抱いていたことにより、VAVA（ヴァヴァ）を始め、周囲のハンターたちからは軽蔑の眼差しを向けられることになり、常にB級ハンターとしての立場に甘んじることになる。しかし、同僚であり先輩であり親友でもあるゼロや上官であるシグマといった一部の特A級ハンターは、エックスの中に秘められた潜在能力の存在に気付いており、それは彼の可能性に対する興味、あるいは彼の中に眠る得体の知れない何かへの恐れを生み出すことになる。そしてその未知なる可能性は、シグマの人類に対する反乱を機として発揮される。その戦いの中でエックスは、レプリロイドたちの破壊に疑問を抱きながらも、平和と愛する仲間を守るため、イレギュラーたちに立ち向かい続ける決心をするのである。
最初のシグマの反乱の鎮圧後、その功績が認められシグマの反乱によって空席となっていた第17精鋭部隊隊長へと昇格。以後は、彼の優しさに対する軽蔑を持つレプリロイドも減り、むしろ尊敬と人望を集めるようになった。
『X7』では、イレギュラーハンターとしての役割や存在意義に疑問を抱く故に嫌気が差し、現役引退を宣言し戦線離脱してしまう。しかし、新たに入ってきたアクセルとゼロの活躍により、再びハンターベースに舞い戻り、戦いに赴く。
ハンターランクについては、コマンドミッションではS級とされており、昇級していることが明らかにされているが正確な時期は不明。X5の時点でも部下に『隊長は誰からも認められる特A級』と言われている（ただし、明確に昇級したとされているのはコマンドミッションのみ）。

### ロックマンゼロシリーズ
一人称は「ボク」となり、言葉遣いや顔立ちもより中性的になる。なお、本項で記述される呼称はすべてゲーム外の文書のものであり、作中での呼称は「エックス」で統一されている。

#### サイバーエルフ形態（サイバーエルフX）
レプリロイドとしての実体を捨て、サイバーエルフと同等の存在となった姿。正体が終盤まで明かされない1作目のみ「謎のサイバーエルフ」「UNKNOWN-X（アンノウンエックス）」の呼称も用いられる。
初登場時には主人公のゼロへ主武装たる「ゼットセイバー」を託し、以降は必要な情報の提供や敵のトランスサーバーへのハッキングなどでゼロたちを影からサポートする。
他のサイバーエルフと同じ小さく輝く姿の他、レプリロイドに近い像をとることもあり、その時はレプリロイド形態のボディの上に司祭が纏うようなローブを身につけ、頭上にサイバーエルフ特有の光の帯が天使のそれのように輪を形成した姿となる。

#### レプリロイド形態
エックスのレプリロイドとしての本来の姿で、「十の光る武具」とされる武器のひとつエックスバスターを持つ。呼称はコピーエックスと対をなす。外見は『Xシリーズ』とほぼ同じだが、各所にディテールの違いが見られる。

#### 戦跡
『ロックマンゼロ3』において、イレギュラー戦争がサイバーエルフを悪用した「妖精戦争」に移っていったことが語られている。
戦争最末期のオメガ戦にはコピーボディで目覚めたゼロと共に戦い、オメガを破壊した。その後、ダークエルフを生み出した科学者バイルは不死の刑に処され、オメガは地球を回り続けることとなり、ダークエルフはその体を半分に分けられ封印された。その半身はネオ・アルカディア最深部にそびえ立つ巨塔内にある封印装置ユグドラシルに封印され、エックスはこの封印のために自らのボディをキーとして使ってサイバーエルフとなった。だが、『ゼロ2』でボディはエルピスに破壊されたと同時にダークエルフの封印も解いてしまう。ボディを失った後も、サイバーエルフとして度々ゼロたちの前に姿を見せて助言を与えサポートしたが、『ゼロ3』で力を使い果たし、ゼロに別れを告げて世界に消えていった。

### ロックマンゼクスシリーズ
意思を持つ金属片「ライブメタル・モデルX」となり、自らが認めた者をロックマン・モデルXへと変身させる。また、他のライブメタルとの共用により、様々なモデルの“ロックマン”へと変身させる。
なお、一人称および言葉遣い、声色は『ゼロシリーズ』のそれと同一。

## エックスを基に生まれた存在

### レプリロイド
21XX年代（『Xシリーズ』の時代）のロボット工学の権威、ケイン博士が封印されていたエックスの構造を基に開発した完全人間思考型ロボット。『Xシリーズ』、さらには『ゼロシリーズ』『ゼクスシリーズ』と、長きにわたり人間と対等な立場で共存を続ける。
なお、このため厳密に言えばエックスはレプリロイドという概念が生みだされるよりも以前の存在だが、通常はレプリロイドとされており、彼自身も自らのことを「レプリロイド」と呼んでいる。ただし一部のキャラクターからは「ロボット」や「オールドロボット」と呼ばれることがある。

### コピーエックス
『ロックマンゼロ』に登場する同作の最終ボス。
シエルがエックスのDNAデータをコピーすることで作られた存在。表向きは伝説の英雄・エックス自身とされ、世界統治などの役を担っていた。しかしその思考はオリジナルとは著しく異なり、悩むということを知らず、人間至上主義を掲げレプリロイドへ圧政を強いることに何の疑問も抱かない。また自身がコピーであることは認めているものの、性格もオリジナル以上の英雄であり正義であると断言する傲慢なものとなっている。なお一人称が「ボク」と異なってる。
『ゼロコレクション』のティザーサイトによると、コピーエックスのボディは元々はエックスが自らのボディでダークエルフを封印していたことを知った人間たちがシエルに作らせたスペアボディであり、サイバーエルフXの回収にも成功したがXは逃亡、そのため急遽代替としてあるサイバーエルフが押し込められたという過去を持っている。
オリジナル同様白いアーマー（設定資料に「アルテミットアーマー」と表記）を装着。ゼロと同じくフレイム・サンダー・アイスのチップを使いこなし、天使を模した戦闘専用ボディもある。サブタンクで自分を修復できる。
『ロックマンゼロ3』ではドクター・バイルにより「コピーエックスMk-II」として再びネオ・アルカディアの指導者として君臨するも、復活が不完全だったかしゃべる言葉には機械音が混じるようになる。さらに「バイルを無条件に信頼する言動を繰り返す」「人間を危険に晒すような作戦も厭わなくなっている」など、バイルに都合の良い傀儡と化していた。ネオ･アルカディアにおけるゼロとの戦いで敗北し、サイバーエルフ状態のオリジナルのエックスにバイルに利用されていたことを教えられ激怒。最期は、戦闘専用ボディに変身しようとするも自分の意思とは関係なく自爆するようにボディを改造されていたために爆散した。
なお、ネオ・アルカディアの人々はエックスがコピーである事実は知っていないため、『ロックマンゼロ4』に登場するキャラバンの人間たちはゼロやレプリロイドたちを憎むようになってしまうが後に改心する。

### ネオ・アルカディア四天王
『ゼロシリーズ』各作品に登場。
上述のコピーエックスとはまた異なり、エックスのDNAをクローニングすることによって誕生した戦士たちであり、エックスのクローン体。そのため、厳密にはレプリロイドではなく、バイオロイドに分類される。
ネオ・アルカディア直属のイレギュラーハンターであり、それぞれ固有の性能が強化されており、通常のレプリロイドを遥かに凌駕する戦闘力を持つ。「賢将」ハルピュイア、「闘将」ファーブニル、「妖将」レヴィアタン、「隠将」ファントムの4人で構成され、各々が自らの軍団を率いている。
『ロックマンゼロ』の終盤で、ファントムがゼロをコピーエックスの下に行かせまいとして自爆し殉職。そしてコピーエックスもゼロに倒されしまい、『ロックマンゼロ2』ではリーダー格のハルピュイアが指揮代行を務める形で、残りの3人で四天王としての責務を果たしていた。しかし、『ロックマンゼロ3』にてコピーエックスがMk-IIとして復活・復権した後は彼の命により全員、幹部の座を追われた上に、コピーエックスMk-IIの死後はバイルによってネオ・アルカディアが支配されてしまったこともあり、実質的に四天王は機能しない状態となってしまった。
彼らのその後に関しては、スタッフからは「バイルの攻撃から人間たちを守るためにどこかで戦っているかもしれない」としている。だが別の媒体のコメントでは「Z3終盤でオメガの爆発からゼロを庇い全員死亡した」とも発言している。最新の設定としてそれらを合わせ、「ネオ・アルカディアの公式記録にはその後の活動が記録されていない故に登録抹消（死亡扱い）となっているが、監視が届かないどこかで人間のために戦っている可能性は否定できない 」と回答している。

### パンテオン
『ゼロシリーズ』各作品に登場。象徴であり統治者のエックスを機械的に劣化コピーした量産型のレプリロイド。戦闘力をはじめ再現性はオリジナルに遠く及ばないが汎用性に富み、様々な派生体が確認されている。
メットやボディのデザインはエックスにそっくりだが、顔に当たる場所には赤いコアがあるのみ。そのため表情というものが存在しないが、メカニロイドではなくあくまでも感情を持ったレプリロイドであり、開発スタッフによれば、普段はネオ・アルカディアで人間のために働いており、有事の際に一般兵士として戦闘に駆り出されているものがほとんどであるとのこと。
また、『サウンドトラック ピュシス』付属のミニブックによると、最終決戦の後のエリア・ゼロにて赤子をあやしているところも見受けられる。

### ロックマン・モデルX
『ロックマンゼクス』にて、ライブメタル・モデルXによって変身した者たち。変身した者はエックスと似た姿となり、エックスとほぼ同じ能力を発揮できる。あくまでも特定の誰かがエックスの姿と能力を受け継いだものであるため、エックスとは別個の存在である。作中では、ヴァンもしくはエールが変身する。

### イクス（X）
カードダス上で展開した『Xシリーズ』の外伝『メガミッション』に登場。Dr.ドップラーの製作した「マザーリミテッド」によって、エックスを始めとするあらゆるレプリロイドのデータを解析し、素体としてインセプトチェイサーのシュミットをリミテッドに取り込ませることで生み出された。読みこそ異なるが名前のアルファベット表記はエックスと同じであり、その名の通り外見や戦闘能力などがエックスに酷似している。
激突の末エックスに敗れるが、自分を倒したエックスの破壊に対する異様な執着心から、続編の『メガミッション3』にてリターンイクスとして復活を果たし、圧倒的な戦闘力を見せただけでなく、他の者にエックスは倒させまいと「イクスアーマー」という2タイプの強化アーマーへ変化し、エックスとゼロに協力。さらにゼロが戦闘不能になった際は、2つのアーマーが融合し「アルイクスアーマー」へと変化。エックスに更なるパワーアップをもたらす。
最終的に消滅するが死んではおらず、『メガミッション3』のエピローグでは復活を示唆する描写があり、『メガミッション4』ではΣチップを取り込みグローイクスとしてパワーアップしてエックスとの最終決戦を挑むが、対イクス用アーマーを装備したエックスに敗れ、Σチップごと完全消滅する。

### カイ（χ-kai-）
カプコンのデザイナー水野佳祐がリデザインし、海外で商品化した「エックス M.Kver」で設定された存在。Dr.ワイリーがエックスの設計図を盗み出した際、それを基に製作したエックスキラーであり、フォルテとゼロの間に造られた存在である。しかし、ワイリーはエックスの思考回路の解析ができず、ゼロの開発を優先するために開発は中止され、歴史の闇に葬り去られたはずだった。だが、サーゲスによって封印を解かれて完成し、カウンターハンターのリーダーとして迎えられる。

## 登場作品
ロックマンXシリーズ
全作品（ロックマンXシリーズ#シリーズ一覧を参照）
ロックマンゼロシリーズ
- ロックマンゼロ
- ロックマンゼロ2
- ロックマンゼロ3

ロックマンゼクスシリーズ
- ロックマンゼクス
- ロックマンゼクスアドベント

外部出演
- SNK VS. CAPCOM 激突カードファイターズ
- デッドライジング - 着ぐるみとして登場。
- TATSUNOKO VS. CAPCOM ULTIMATE ALL-STARS - ゼロのエンディングに登場。
- MARVEL VS. CAPCOM 3 Fate of Two Worlds - ゼロのスペシャルコスチュームとして登場。
- マーベル VS. カプコン:インフィニット - ゼロと共にプレイヤーキャラクターとして登場。また、『X』のフルアーマーと『X4』から『X6』のアルテメットアーマーも登場する。
- PROJECT X ZONE
- 大乱闘スマッシュブラザーズ for Nintendo 3DS / Wii U - ロックマンの最後の切りふだに歴代ロックマンの1人として登場。また、Mii専用としてエックスの帽子と服が登場。
- PROJECT X ZONE 2:BRAVE NEW WORLD
- TEPPEN

## 担当声優
Xシリーズ
- 女性開発スタッフ（『X』）
- 伊藤健太郎（『X4』）
- 森久保祥太郎（『X5』 - 『X7』）
- ピーター・ヴァン・ガーム（海外版『X7』〈英語音声〉）
- 櫻井孝宏（『コマンドミッション』以降の関連作品）
- マーク・ギャサ（海外版『コマンドミッション』、『X8』、海外版『イレギュラーハンターX』〈英語音声〉）
- テッド・スロカ（『マーベル VS. カプコン:インフィニット』）

ゼロ・ゼクスシリーズ
- 水島大宙：オリジナル、モデルX
- 風間勇刀：コピーエックス

ゼロシリーズではゲーム中にオリジナルのエックスのボイスは無いが、『REMASTERED TRACKS ROCKMAN ZERO Telos』のドラマパートにて水島大宙が声を担当し、ゼクスシリーズでは同様にモデルXを演じている。コピーエックスはゲーム中、および『REMASTERED TRACKS ROCKMAN ZERO』のドラマパートに声付きで登場しているが、いずれもノンクレジット。後年、サウンド担当の山田一法は『ロックマンゼロコレクション』公式サイトの開発者メッセージにて風間勇刀であると明かしている。

## 関連キャラクター
- ゼロ
- トーマス・ライト
- シグマ（英語版）